# TeleToets

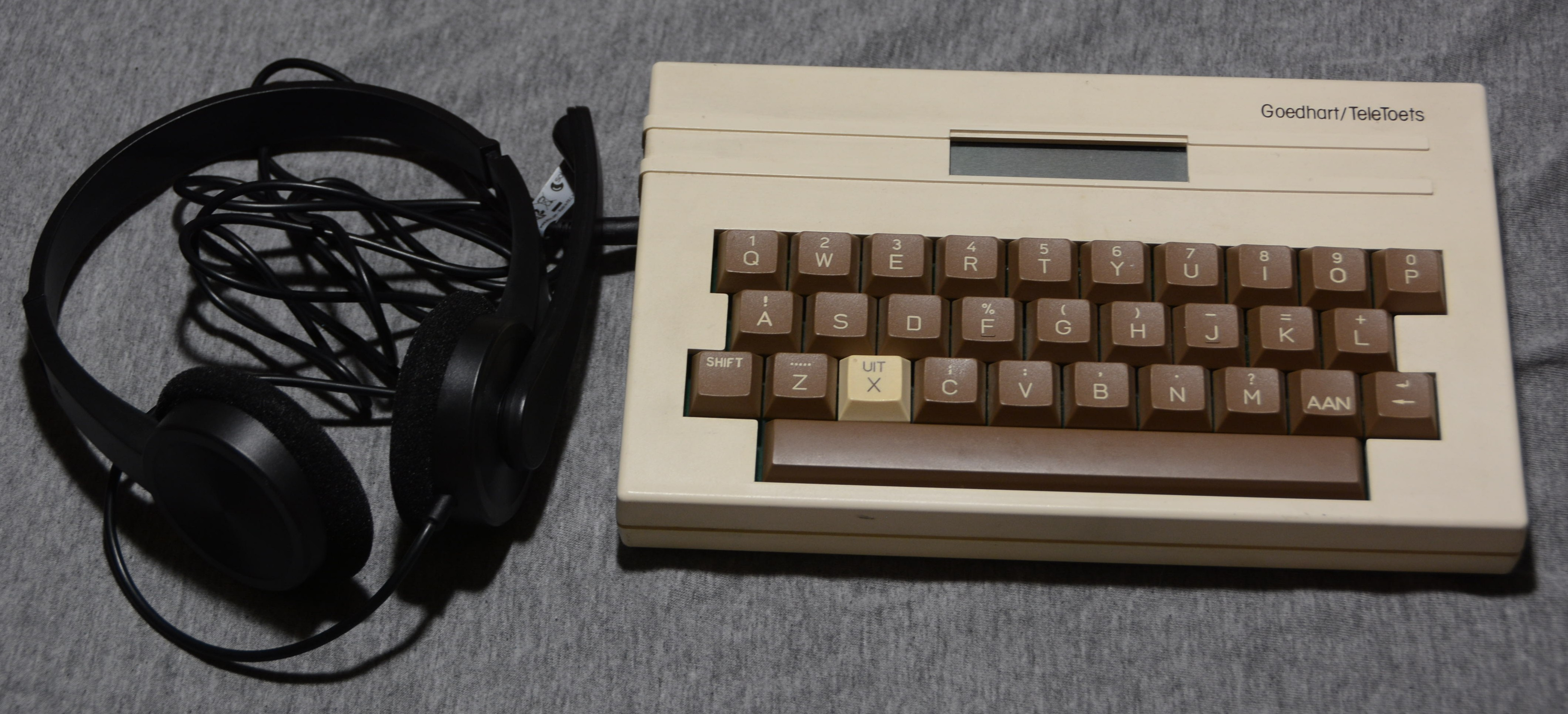
Bovenzijde van de TeleToets (toetsenbord en lcd-display) met een aangesloten koptelefoon

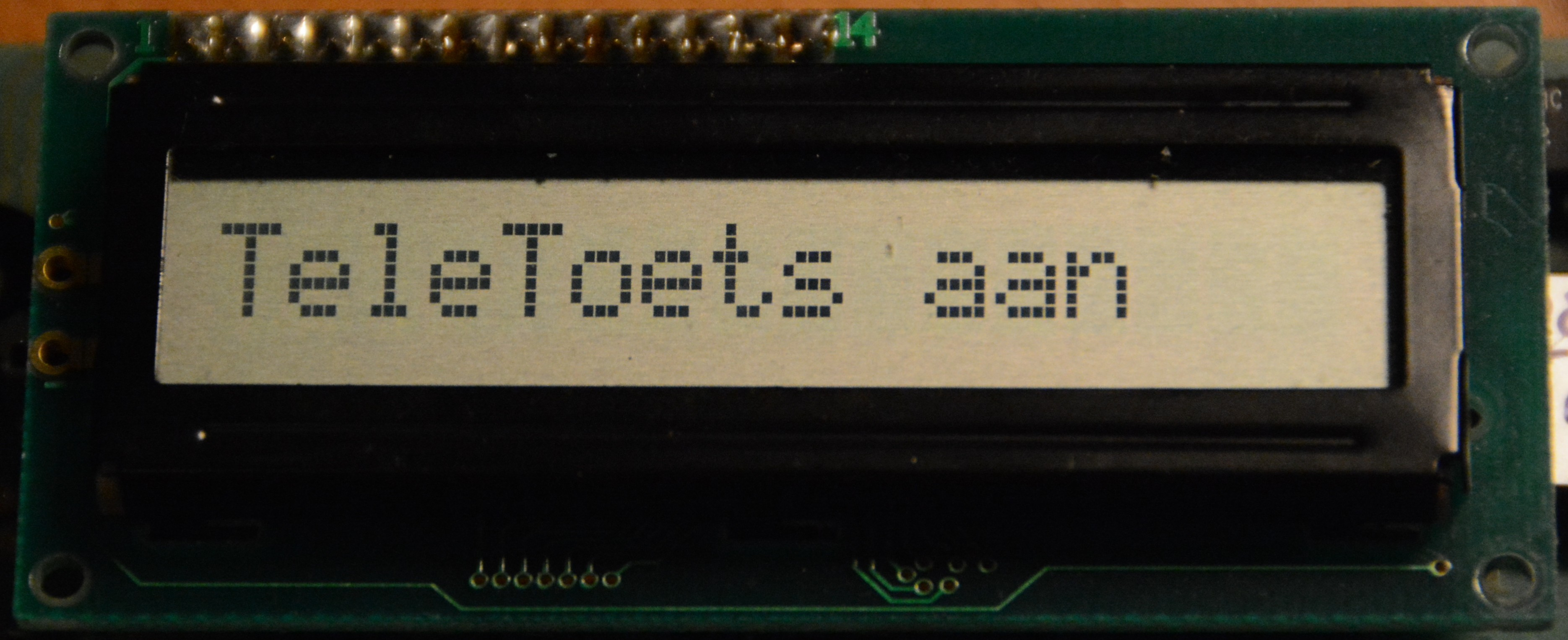
Tekst die verschijnt als het apparaat wordt aangezet

De TeleToets was een hulpmiddel voor doven en slechthorenden. Het werd in 1989 ontwikkeld door Goedhart Electronics in Amersfoort. Dit bedrijf, opgericht door de broers Rolf en Guido Goedhart, was producent van apparatuur die de communicatie tussen horenden en doven of slechthorenden moest vereenvoudigen.

## Geschiedenis
Het bedrijf ontwikkelde in 1986 de VisiCom, een teksttelefoon voor doven. Hieruit kwam in 1989 een extra hulpmiddel op de markt: de TeleToets, te gebruiken door horende personen. Dit apparaat bood een toetsenbord als alternatief voor de gebruikelijke twaalf toetsen (0-9, hekje en sterretje) van een standaard telefoon. Dit toetsenbord kwam grotendeels overeen met een regulier QWERTY-toetsenbord, waardoor invoer sneller en eenvoudiger werd. Daarnaast beschikte de TeleToets over een lcd-display waarop 16 karakters konden worden weergegeven, zodat gebruikers hun tekst konden controleren voordat deze werd verzonden.
De communicatie tussen een horende gebruiker met een TeleToets en een dove of slechthorende met een teksttelefoon verliep als volgt: de dove of slechthorende sprak in een microfoon die was aangesloten op zijn teksttelefoon. De horende gebruiker kon deze spraak via een op de TeleToets aangesloten koptelefoon beluisteren. De horende gebruiker typte zijn of haar reactie in op de TeleToets. De tekst werd vervolgens weergegeven op het scherm van de teksttelefoon van de dove of slechthorende.

Apparaten zoals de TeleToets zijn uiteindelijk grotendeels vervangen door moderne technologieën zoals internet en smartphones, die bredere en toegankelijkere communicatiemogelijkheden bieden voor doven en slechthorenden.